# Herrschaftssystem der Mark Brandenburg
Das Herrschaftssystem der Mark Brandenburg des Spätmittelalters und der Frühen Neuzeit durchschritt die Epochen des Lehnstaates zum Ständestaat zum Landesstaat.
Die politischen Auseinandersetzungen der politischen Akteure drehten sich um die Erlangung eines politischen Monopols. Die Konflikte waren Teil des Gesamtproblems der Schaffung einer tragenden Repräsentativverfassung und die Verteilung der Macht. Diese Konflikte prägten den Prozess der Staatsbildung Brandenburgs entscheidend mit. Die Auseinandersetzungen mündeten in den Beginn der Repräsentativversammlungen der Ständeversammlung. In der Zeit des Ständestaats handelte es sich beim brandenburgischen Regierungssystem um eine „Präsidiale Monarchie“ in einem korporativen Staat. Auch mit einer repräsentativen Einbindung landständischer Akteure ergaben sich neue Problemfelder, in denen Zusammenarbeit und Machtkampf zwischen Landesherrscher und Ständeversammlungen wechselten. Dabei spielten religiöse Entzweiungen zwischen Herrscher und Ständen und wirtschaftliche Machtverschiebungen bedeutende Konfliktpotentiale.

## Lehenswesen
Das mittelalterliche Rechts- und Regierungsverhältnis in der Mark Brandenburg war durch das Lehenswesen bestimmt. Die Askanischen Markgrafen haben von Anfang an die volle Landeshoheit über alle ostelbischen und westelbischen allodialen (persönliche Eigentümer) Besitzungen in Anspruch genommen (Marktrecht, Zollrecht, Münzrecht). Durch die Gesetzgebung von Kaiser Friedrich II. wurden viele königlichen Rechte auf die Fürsten des Reiches übertragen.
Im ausgehenden 12. und im 13. Jahrhundert lagen die Rechte an den märkischen Dörfern fast ausschließlich in der Hand der markgräflichen Familie. Dies wich im Vergleich zu den Verhältnissen anderer Gebieten des Reiches ab. Der steigende Geldbedarf der Markgrafen führte dann jedoch zur Veräußerung von Rechten und Einkünften an Ritterschaft, geistliche Institutionen (Kirchenfürsten, Klöster etc.) und später auch an reiche Bürger. Dadurch entwickelte sich im 14. Jahrhundert aus der Mark ein typischer Feudalstaat, in welchem sich eine Vielzahl von Herrschaftsträgern zwischen die Markgrafen und die Hufenbauern geschoben hatten. Viele Dörfer kamen so unter die Herrschaft mehrerer Herren gleichzeitig, die ihre Rechte über den Schulzen wahrnahmen und die Einnahmen aus den Abgaben erhielten. Im Laufe dieser Entwicklung entstanden und vergrößerten sich auch die märkischen Rittergüter. Außerdem konnten sich die märkischen Adeligen nach dem Aussterben der askanischen Linie (1320) das Recht zurückerobern, eigene Burgen zu besitzen.
Die voranschreitende Entwicklung der Städte und der zunehmende Einfluss der Ritterschaft auf die ländlichen Verhältnisse vergrößerten deren Autonomie vom Markgrafen. Infolge der steigenden Abgaben für kriegerische Unternehmungen und der fürstlichen Hofhaltung verschuldeten sich die Markgrafen, deren Tilgung nur durch Sonderleistungen der Untertanen erfolgten. Dies geschah durch ein Besteuerungsrecht, der Bede, die in gewissen Bedarfsfällen zwangsweise dem Landesherren zu entrichten war. Durch das häufiger angewandte Bederecht wirkten Städte und Vasallen gegenüber den Lehnsherren zusammen, um die landesherrliche Willkür durch beidseitig bindende Vereinbarungen zu ersetzen und den maßgeblichen Wirtschaftsgruppen des Landes einen Einfluss auf die Landesregierung zu sichern.
Die Markgrafen sahen sich genötigt, sich mit führenden Persönlichkeiten der Vasallen als Räten zu umgeben, von deren Zustimmung ihre Entscheidungen abhängig wurden. Es bildeten sich so innerhalb des Landes die Stände, die als dauerhafte Partner des Landesherren in der Mark Brandenburg zuerst mit der Regelung der Bedeverhältnisse erscheinen und den Übergang des Lehnsstaates zum Ständestaat bedeuteten. Die Mark war jedoch nicht ein einheitliches Territorium, in denen sich die Städte und Ritterschaft in zwei große einheitliche Fraktionen hätten zusammenschließen können. Die Mark zerfiel in die Territorien Havelland, Zauche, Teltow, Barnim, Uckermark, Lebus, Stargard, Prignitz, Neumark (das Land hinter der Oder) und ebenso das Land links der Elbe. Daraus ergab sich Anzahl um einzelne Städte gruppierter Bezirke oder Vogteien. Regelungen der Steuerverhältnisse vollzogen sich daher separat nach Regionen getrennt in Einzelverträgen zwischen Markgrafen und Landschaften. 1280 versammelten sich zum Beispiel 52 Adlige aus verschiedenen Landschaften der Mark in Berlin zur wohl ersten Versammlung ständischen Charakters, die den Abschluss eines Vertrages zwischen Landesherren und Ritterschaft als gleichberechtigte Partner zum Ziele hatte. Diese Berliner Versammlung blieb allerdings zunächst eine Einzelerscheinung und eine Zentralverwaltung im heutigen Sinne war damit noch nicht gegeben.
In ganz Mitteleuropa änderten sich ab dem 13. Jahrhundert die Grundlagen der Gebietsherrschaft. Die auf dem Lehnrecht beruhenden gegenseitigen Abhängigkeiten zwischen den Herren und Vasallen waren durch die mit dem Städtewesen verbundenen neuen rechtlichen und wirtschaftlichen Gegebenheiten verdinglicht worden. Statt der feudalen Lehnsmänner leiteten nun juristisch ausgebildete Räte die Geschäfte der Fürsten. Sie arbeiteten in der markgräflichen Kanzlei, dem Zentrum des wachsenden Schriftverkehrs. Herrschaftsrechte, auch die über Territorien, wurden wie Handelsware betrachtet und entsprechend verpfändet oder verkauft. Der Vorgang wurde als „Monetarisierung der Herrschaftsrechte“ bezeichnet.

## Ständische Verfassung
Das in der Fachliteratur breiter rezipierte vergleichende Theoriemodell des belgischen Historikers Wim Blockmans klassifiziert das frühneuzeitliche Ständesystem (in Europa) nach sozio-ökonomischen Kriterien. Er unterschied drei Haupttypen. Der erste Typ Ständestaat waren die Stände eines reinen Agrarstaats. Diese bestanden nur aus Großgrundbesitzern, gleich ob adeliger oder klerikaler Herkunft. Nur diese Großgrundbesitzer waren in den Versammlungen vertreten, der Rest des Landes nicht. Der zweite Typus ist eine Mischform, in der in einer überwiegend ländlichen Gesellschaft auch kleinere Städte vertreten waren. Die dortige Agrargesellschaft erwirtschaftete Überschüsse. Bei Typ zwei gibt es schon viel komplizierteres Beziehungsgeflecht zwischen Landesherren, Stadt und Adel und es traten im Spätmittelalter viel häufigere Standesversammlungen auf als beim ersten Typ. Sowohl bei Typ eins als auch bei Typ zwei sind die finanziellen Hilfen für den Landesherren weniger wichtig als die Verteidigung der Privilegien und Rechte der gesellschaftlich wichtigsten Gruppen. Typ drei kennzeichnet eine stark urbanisierte Gesellschaft, in denen die Stände durch eigene Handelsbeziehungen Kontakte zum Ausland unterhalten und die Auswärtige Politik stark mitprägen.
Die Mark Brandenburg besaß eine lockere Städtekette. Diese war deutlich weitmaschiger und die Städte deutlich kleiner als das hochurbanisierte Holland zu der Zeit aber wiederum engmaschiger als die weiter östlich folgenden Gebiete und Länder wie Polen. Folglich vertrat die Märkische Ständeverfassung den zweiten ökonomischen Typus, was einer mittleren Position im internationalen Gefüge entsprach. Demnach waren die Stände primär auf die Sicherung ihrer Machtstellung gegenüber den Landesherren ausgerichtet, hatten keine relevanten Außenbeziehungen aufzuweisen und auch keine großen finanziellen Ressourcen. Das ständische Verfassungsleben war rege und Versammlungen fanden häufig statt.
Die Typologie nach Blockmans geht von den gesellschaftlich-wirtschaftlichen Ausgangslagen aus, die die Ausgestaltung der Ständischen Verfassung mitbedingten und meint nicht die eigentliche Typologie einer Ständischen Verfassung. Dafür sind andere Kriterien hinzuzuziehen. Diese sind:
- Die Stellung des märkischen Ständestaats im brandenburgischen Regierungssystem richtete sich zunächst nach dem Verhältnis der Stände zur Position des Landesherrschers,
- die Frage nach dem Recht zur Einberufung der Ständeversammlung,
- die Zusammensetzung der Ständeversammlung,
- die Wahl ihrer Abgeordneten und ihren
- Verfahren bei der Beratung und Beschlussfassung.[5]

Obwohl seit dem Regierungsantritt Johann Georgs Kur- und Neumark wieder unter einem Landesherren vereint regiert wurden, blieben dennoch die beiden Landschaften getrennt. Dies wurde durch die beiden unterschiedlichen Verfassungen verursacht, die sich durch eine unterschiedliche Verlaufsgeschichte entwickelte. Erst seit den 1610er Jahren als die gesamte Mark betreffende Landesverteidigungsfragen in den Vordergrund der Verhandlungen traten, traten die Stände beider Landesteile in gemeinsamen Ausschusstagen zusammen.
Die Stände bildeten anfangs vier, später drei eigenständige Kurien (modern: Fraktionen), die im Landtag vertreten waren und die gesamte grundbesitzende Klasse des Landes repräsentierten. Der Landesherr berief den Landtag und löste ihn auf. So gesehen war der ständische Landtag ein undemokratisches Legislativorgan.
Folgende Fraktionen gab es:
1. Adel: 1280 erschien die märkische Ritterschaft erstmals als korporativ organisierte Gruppen gegenüber ihren Landesherren, zu dem Zeitpunkt noch ohne die Städte.
2. Geistliche Korporationen: Die Landtagsfähigkeit der Prälaten hing ausschließlich an ihren Grundbesitz begründeten Lehnsverhältnis zum Landesherren. Der Landtag von 1540 führte zur Reduktion des Prälatenstandes in der Mark, deren Güter wurden mit Zustimmung der Städte und des Adels eingezogen. Nach der Säkularisation während der Reformation war die Kurie der Prälaten auf nur noch wenige Vertreter zusammengeschmolzen. Diese waren die Stifte Brandenburg und Havelberg, das Kloster Heiligengrabe, die Johanniter-Komture zu Lietzen und der Johanniterkommende Werben.
3. Grundbesitzende Städte: Der dritte und mindermächtigste Stand waren die immediaten Städte, von denen es in der Kurmark 42 gab. Auf den Tagungen wurden die Städte durch ein oder mehrere Mitglieder ihres Stadtrates vertreten. Die großen Städte übten eine gewisse Oberaufsicht über die kleineren Städte aus. Die Städte gliederten sich seit 1565 in die beiden Gruppen der altmärkisch-prignitzschen Städte und er mittelmärkisch-ruppinisch-uckermärkischen Städte.

Ein allgemeiner Landtag, vom Landesherren einberufen, fand erst 1345 statt, und zwar wegen des Münzwesens. Von da an traten dann allgemeine Landtage öfter zusammen, um über Landfragen zu verhandeln und zu beschließen. Auch Bürgerliche, sofern sie im Besitz eines Rittergutes waren, nahmen an den Sitzungen des Landtages teil. Es handelte sich bei diesen um kurfürstliche Beamte, die vom Kurfürsten Lehnsgüter erhalten hatten. Die Tätigkeit im Landesdienst schloss nicht die Teilnahme an den Ständeversammlungen aus, so gab es viele Personen die Doppelstellungen innehatten. Problematisch aus organisatorischer Sicht war die mangelnde Vorbereitung der Landtage durch den Kurfürsten. Eine schriftlich vorab versendete Tagesordnung fehlte bis 1600 in den erst fünf Wochen vor dem Termin versendeten Anschreiben, so dass die Bevollmächtigten Vertreter keine ausreichenden Instruktionen ihrer Auftraggebenden Korporation erhalten konnten, sodass sich die Verhandlungen durch andauernde Rückkopplungen der entsandten Teilnehmer mit ihren vertretenden Korporationen stets in die Länge zogen.
Es gab verschiedene Tagungskreise. Die allgemeinen Land- und Ausschusstage, in denen alle, die landständischen Rechte besaßen, zusammenkamen, waren selten. Die Tagungsabstände erreichten bis zu 40 Jahre (z. B. 1572-1602-1643). Ein Selbstversammlungsrecht besaßen die märkischen Stände wie die Stände der meisten anderen deutschen Territorien nicht. Tagungsort war das Berliner Stadtschloss. Das Erscheinen war Teil der Lehnspflicht. Die Verhandlungen waren geheim und wurden nach den Kurien getrennt, die ebenso eigene regionale Beratungsausschüsse bildeten. Eine Gesprächs-Protokollführung gab es nicht. Rederechte und Stimmrechte waren hierarchisch gestaffelt. Bei fehlender Einstimmigkeit waren Mehrheitsbeschlüsse möglich. Die Verhandlungen wurden meist schriftlich geführt. Während die Ritterschaft meist frühzeitig Beschlussreif waren dauerte dies bei den Städten länger. Diese hatten einen höheren finanziellen Beitrag zu leisten als der Adel, so dass die Städte meist darauf drängten den Adel zu höheren anteiligen Zahlungen zu bewegen. Die kurfürstlichen Räte versuchte zwischen beiden Gruppen zu vermitteln.
Wie in anderen Territorien hatte sich in der Mark Brandenburg die Mitbestimmung für das Ausschreiben von Steuern zum wichtigsten Recht der Stände entwickelt, durch das dem Landesherren in der Kurmark erhebliche Einschränkungen seiner Machtstellung auferlegt wurden. Denn mit der Steuerbewilligung verbunden war die ständische Schuldenverwaltung, die den Kurfürsten 1549/1550 aufgrund seiner prekären finanziellen Situation diesen mit dem „Kreditwerk“ zugestehen musste. Ebenso erhielten die Stände die Organisationskompetenz zum Einzug und zur Verwaltung der Steuern. Dem Kurfürsten war es verboten, Bündnisse einzugehen ohne vorher die Zustimmung der Stände einzuholen. In der Neumark dagegen war die Finanzverwaltung unbeschränkt beim Landesherren geblieben.
Neben den allgemeinen Landtagen für die Mark Brandenburg sind auch Ständetage in den einzelnen Landesteilen einberufen worden, auf denen für diese wichtige, aber nicht die Gesamtstände berührenden Angelegenheiten behandelt wurden. Das erste Drittel des 16. Jahrhunderts war nach Häufigkeit und Kompetenzfülle der Landtage die Blütezeit des brandenburgischen Ständewesens. Beinahe jedes Jahr wurden die Stände zu gemeinsamen Landtagen oder nach Ständegruppen getrennten Herren-, Städte- oder Ausschusstagen zusammengerufen.
Nicht zu den Ständen gehörte die Bauernschaft, sie erhielten auch keine Repräsentanz auf den Landtagen.
Die Stände repräsentierten das gesamte Land, während der Landesherr nur die höchste Zentralgewalt repräsentierte. Die Stände betrachteten den Landesherren nur als Primus inter pares und als Verbindungsstelle nach außen als auch Vermittlungsstelle nach innen. Die Stände waren strukturbedingt eher durch einen kleinteiligen an einem Status quo orientierten Politikansatz interessiert. Das bedeutete, dass sie zuallererst ihre eigene Machtstellung gegenüber den Landesherren bewahren wollten. Ein vollständiges landesweites Politisches Programm verfolgten sie eher nicht. Da sie nur die regionalen Landesinhaber beziehungsweise Besitzer des Landes waren, die sich landesweit vernetzt hatten, waren ihre Denkweisen und Handlungsgewohnheiten auch nur so weit gerichtet. Eigene Inputs brachten die provinziell denkenden und schlecht in Europa vernetzten brandenburgischen Stände, Adelige wie Bürger eher nicht in die Landespolitik ein. Aufgrund des begrenzten personellen Potentials der Stände brachte die Vielfalt der Strukturen und Dezentralität in Brandenburg keine positive Entwicklung mit sich, sondern Stillstand.
Die Ständeherrschaft funktionierte ähnlich wie bei einer heutigen börsennotierten Aktiengesellschaft. Es gab demnach mit den Landtagen etwas vergleichbares wie eine heutige Aktionärsversammlung. Diese entscheidet über die unternehmerische Bilanz, Kapitalausschüttungen und Gewinnbeteiligungen und den zukünftigen unternehmerischen Kurs, während der Vorstandsvorsitzende der Aktiengesellschaft für die eigentliche Unternehmensführung zuständig ist, das Unternehmen aber nicht bis auf seine persönlichen Aktienpakete besitzt, sondern als Amtsinhaber nur managt. Die Aktionäre der Aktiengesellschaft sind die eigentlichen Besitzer der Unternehmens. Die größten Aktionäre haben einen größeren Einfluss als die kleineren und können den Vorstandsvorsitzenden stark beeinflussen, einengen und dessen Politikansätze zerstören bei gleichzeitiger Förderung der eigenen Machtstellung. Die spezifisch brandenburgische personelle Zusammensetzung der Stände mit einer Dominanz weniger einflussreicher brandenburgischer Adelsfamilien führte nicht zu den gleichen positiven Entwicklungen wie in den Niederlanden. Dort gab es ein starkes wirtschaftliches Bürgertum, das sich gegenüber den Adel und Zentralherrschaft besser behaupten konnte und das Land im Alleingang zum Fortschrittsmotor Europas umgestaltete. In Brandenburg glichen die Stände in ihrem Handeln eher dem destruktiv wirkenden polnischen Adel der Adelsrepublik. Der Adel war im Grunde seit der Frühen Neuzeit eine im Niedergang befindliche soziale Schicht, die nur geringe wirtschaftliche Kompetenzen oder Interessen besaß. Ohne eine bürgerliche Initialentwicklung blieb nur der Landesherr übrig, der in der Lage war, das Land voranzubringen und zu entwickeln, da der grundbesitzende Adel keine Gestaltungskompetenz besaß, sondern reine Klientelpolitik betrieb, die in ihrer Logik nicht gesamtgesellschaftlich funktionierte. Das Bürgertum wiederum vertrat einen funktionierenden gesamtgesellschaftlichen Ansatz, der vor allem in den Niederlanden durch calvinistische Prinzipien getragen wurde, demnach die eigene individuelle Leistung für das Glück des Einzelnen verantwortlich ist. Die Hohenzollern gingen zum Calvinismus über und versuchten in ihrem Land diese Geisteshaltung zu fördern. Dies gelang zum Teil, allerdings blieb die Mehrheit der Bevölkerung vor allem auf dem Land weiter inaktiv, unfrei und Phlegmatisch.
Bezogen auf die Stände und den Landesherren, sind die Kurienmitglieder der Stände allesamt Grundbesitzende des Landes und damit deren Inhaber. Es gibt Großgrundbesitzer und kleinere Besitzer. Der Markgraf als Landesherr ist ebenso Grundherr (Domänengüter) in seiner Person aber repräsentiert über sein Amt eben auch den äquivalenten Vorstandsvorsitzenden der Aktiengesellschaft.

## Landesherrschaft
Zwischen 1300 und 1700 prägte sich in Mitteleuropa der frühmoderne Territorialstaat aus, dieser Prozess ist auch als „Verstaatung“ bezeichnet worden und kennzeichnet eine Verdichtung von Landeshoheit mit den Markgrafen als deren Träger, in den Raum mittels symbolischer, regelhafter, bürokratischer und auch sichtbarer-baulicher Institutionenbildung. Dies brachte im Ergebnis ab dem 15. und 16. Jahrhundert die fortschreitende Regelung sozialer Handlungen im öffentlichen Raum durch ein vom „Staatsgedanken“ geprägtes Rechtswesen mit sich, wodurch sich die Landesherrschaft in einen verdinglichten Landesstaat wandelte. Dieser Prozess war allerdings nicht auf ein Ziel gerichtet und auch nicht stetig verlaufend. Trotz mancher Gemeinsamkeiten mit anderen deutschen Territorien war die Ausprägung der brandenburgischen Landesherrschaft ein individueller Entwicklungsprozess. Hauptsächlich ging es dabei um die Durchsetzung der fürstlichen Landesherrschaft gegenüber den ansässigen Lokalgewalten.
Die Denk- und Rechtsformen landesherrlicher Politik ähnelten im 15. und 16. Jahrhundert in vieler Hinsicht denen der Stände. Diese kontrollierten lange Zeit bedeutende Policyfelder auf der Landesebene, wie die Steuerpolitik und durch die Mittelvergabe auch die Landesverteidigung. Im Dreißigjährigen Krieg führte das dazu, dass die Stände eine Aufrüstungspolitik des Landesherren aufgrund eigener kurzsichtiger Interessenlagen boykottierten. Die Mark blieb ungeschützt mit dem Ergebnis, dass es fremde Heere zerstören konnten. Die kleinteilige abgegrenzte provinzielle Strukturverfassung und regionale Denkweise der Stände behinderten den Landesherren bei der Durchsetzung einer landesweiten und einheitlichen Politik. Der Landesfürst hatte demgegenüber durch die reichsweite Einbindung in politische Vorgänge oder die dynastischen Verbindungen zu den Landesherrschern nach ganz Europa ganz andere, höherwertige politische Ansätze, die überhaupt erst dafür sorgten, dass es in der Mark so etwas wie eine politische Agenda und einen politischen Diskurs gab, auf denen die Stände stets nur reagierten. Die Kleinteiligkeit und die Vielfältigkeit der Ständestrukturen war wiederum ein strukturelles Hindernis für die Etablierung von Neuerungen und großangelegten Investitionen. Daher war das Ständewesen eher strukturkonservativ, innovationsfeindlich und weniger effektiv als eine landesherrliche Politik, die deutlich weniger Vetospieler einbinden und nicht alle Interessen gleichermaßen berücksichtigen musste, sondern thematische Spitzenfelder oder Schwerpunktprojekte bilden konnte und die zur Verfügung stehenden Mittel freier einteilen konnte als die ausgleichsorientierte Ständepolitik. Beispielsweise konnten neue Institutionen wie ein stehendes Heer, Manufakturen oder kulturelle Einrichtungen nur dann entstehen, wenn andere Politikfelder zeitweise weniger gefördert wurden und die so gesammelten Mittel in den Aufbau der neuen Institutionen umgeleitet wurden. Ein basisdemokratischer Ansatz war für solche politischen Entscheidungen kaum zu bewerkstelligen, da die Verlierer von solchen Entscheidungen die Zustimmung blockiert hätten. Eine absolute landesherrliche Politik konnte die Widerstände dagegen überwinden. Die inadäquate Politikgestaltung der Stände nahmen die nachfolgenden Landesherren daher zum Anlass, die Macht der Stände vollständig auf Landesebene zu brechen. Dazu versuchten die Landesfürsten den Zusammenhalt der Stände zu verringern, indem sie sich auf den Landadel stützten und eine wenig stadtfreundliche Politik verfolgten. Da es keine ständische Solidarität gab, gelang ihnen das seit 1470. Dies hatte zur Folge, dass allgemeine Landesangelegenheiten unter Ausschluss der ständischen Mitarbeit von den Fürsten und den fürstlichen Räten vorangetrieben wurden. Dies zeigte sich zum Beispiel beim Erlass von Städte- und Landesordnungen seit dem 16. Jahrhundert, die das Werk von fürstlichen Räten, verkündet vom Landesherren waren und ohne Beteiligung der Stände erarbeitet wurden. Die landesherrliche Politik war bis zum Landtagsrezess von 1656 auf die Bewilligungen der Landstände auf den Landtagen angewiesen und konnte keine eigene landesbezogene Politik ohne die Stände durchführen. Nach 1656 beriefen die Landesherren den Landtag schlichtweg nicht mehr ein. Sie etablierten stattdessen eigene Strukturen und Regeln und übergingen die Ständeherrschaft überall, wo es sich anbot.
Zeitgemäß prägte europaweit vor allem der von Thomas Hobbes 1651 verfasste Leviathan das Denken und Handeln der europäischen Fürsten. Demnach sollten die Fürsten machtvolle Potentaten sein, die das staatliche Gewaltmonopol besitzen sollten. Der Fürst sollte die machtvolle Stellung zweckgerichtet einsetzen, um die Gesellschaft aus ihrem „elenden“ Naturzustand herauszuholen und zu entwickeln. Das idealisierte Bild spiegelt den aufkommenden Absolutismus wider. Dieser gipfelte in der Schaffung einer modernen Verwaltung und der Herstellung eines rechtseinheitlichen Raums innerhalb des Territoriums. Dadurch entstand ein umfassender formulierter fürstlicher Herrschaftsanspruch, der die Machtverteilung zwischen Landesfürst und Ständen so regelte, dass den Ständen nur wenige Policyfelder zur Gestaltung verblieben. Die lokalen Ordnungseinheiten lebten auch in der Zeit des Absolutismus fort und bewiesen eine andauernde Langlebigkeit, die erst am Anfang des 19. Jahrhunderts überlagert wurden. Herrschaftsanspruch und Verwaltungsrealität klafften weit auseinander, so dass in der Zeit des brandenburgischen Absolutismus von 1640 bis zu den preußischen Reformen das Maß an Staatlichkeit eher geringer zu veranschlagen ist. Regionen und Dörfer konnten an ihren lokalen Rechten und Gewohnheiten erfolgreich festhalten.

## Reichsbeziehungen, Markgrafen und Kurfürsten
Durch die Eroberung und Erschließung der späteren Mark Brandenburg waren die Markgrafen die dominante Kraft im Land. Es gelang Ihnen konkurrierende Herrschaftsträger wie die märkischen Bischöfe und freie Adlige an der eigenen Entfaltung zu hindern. Die kostspieligen Expansionsbestrebungen der askanischen Markgrafen führte zu Veräußerungen von Herrschaftsrechten ab Ende des 13. Jahrhunderts. Dies bedeutete eine Begrenzung der Zugriffsmöglichkeiten auf die ausgegebenen Gebiete und seit der markgraflosen Zeit 1319 zu einem nachhaltigen Verlust direkter Herrschaftsrechte. Der Markgraf hatte im Grunde im 14. Jahrhundert keinen Zugriff auf die wichtigsten Städte und Gebietsteile der Mark. Er übte also keine flächendeckende Herrschaft über die Mark aus.
Die Markgrafen von Brandenburg gehörten seit der Goldenen Bulle von 1356 verbrieft zu dem Siebenköpfigen Kurfürstenkollegium des Heiligen Römischen Reichs. Neben den Status als Reichsstand des Heiligen Römischen Reichs, das jedem der rund 300 Territorien des Reichs die Teilnahme an dem Reichstag ermöglichte, kam dem Kurfürsten darüber hinaus die Wahlfunktion des Kaisers des Reiches aus ihrem Kreis zu. Damit gehörten die brandenburgischen Kurfürsten zur herausgehobenen Elite der Reichsfürsten, wenn sie auch vom politischen Einfluss und ihren machtpolitischen Möglichkeiten bis in das 17. Jahrhundert hinein zum schwächsten der Sieben Kurfürstentümer zählten. Die Kurstimme ermöglichte es den brandenburgischen Markgrafen ihre Zustimmung gegen politische Konzessionen des Kaisers einzutauschen. Die Kurmark repräsentierte die Kurlande und war als Zugangslegitimierendes Herrschaftsobjekt des innehabenden Territorialfürsten zur Kurfürstenwürde unteilbar und territorial festgelegt.
Der Kurfürst stellte und entsandte für den seit 1663 immerwährend tagenden Reichstag in Regensburg eine kurbrandenburgische Reichstagsgesandtschaft. Die Mark Brandenburg war Mitglied des seit 1550 firmierten Obersächsischen Reichskreises, zusammen mit dem südlichen Anrainer dem Kurfürstentum Sachsen und dem nördlichen Nachbarn, das Herzogtum Pommern. Es fanden mit verschiedenen Abständen Kreistage statt, an denen Gesandte des Kurfürsten Brandenburg vertraten. Anfangs treuer Juniorpartner Sachsens, vertrat das expandierte Brandenburg seit dem 17. Jahrhundert häufig konträre Positionen zum leitenden und privilegierten Kreismitglied Sachsen und nahm eine ablehnende Grundhaltung zum Kreisgefüge ein, in dem es eine nach Sachsen untergeordnete Macht war.
Im Reich bemühte sich Brandenburg im 16. Jahrhundert während der Auseinandersetzungen um die Reformation und dem Kampf zwischen Fürstenmacht und Kaiserlicher Zentralgewalt um Vermittlung zwischen den Positionen. Gesandte des Kurfürsten waren in mehreren Versuchen beteiligt, einen Kompromiss zwischen dem protestantischen und katholischen Lager zu finden. Da im 16. Jahrhundert Brandenburg nur ein begrenztes wirtschaftlich-finanzielles Potenzial innehatte, blieb es aber auf reichspolitischer Ebene in seinem Einfluss auf andere größere Reichsstände begrenzt. Es vertrat daher im Kurfürstenkollegium, wo Brandenburg bei der Stimmabgabe an sechster Stelle hinter Sachsen stand, sehr häufig die kursächsische Position bei außen- und reichspolitischen Fragen.

## Territoriale Landesverwaltung
Die große Ausdehnung der Mark erforderte eine Regionalisierung der Herrschaftsstrukturen, durch Schaffung einer territorial gegliederten Subebene für die Herrschaftssicherung des Markgrafen. Der Übergang vom mittelalterlichen Personenstaat zum institutionalisieren Flächenstaat vollzog sich in Brandenburg abweichend zu anderen Gebietes des Reichs. Der Machtkonflikt zwischen Landesherr, immediate Städte und Landadel wirkte sich auch auf die Bildung von territorialen Strukturen aus. Die Territorialverwaltung war ein Gemengelage verschiedener Akteure mit diversen Überschneidungen. Zum einen gab es genossenschaftlich selbst verwaltete Strukturen, Ständekorporationen und landesherrlich gebildete Strukturen die nebeneinander existierten.

### Vogteien
Im 14. Jahrhundert erfolgte die Wahrnehmung der markgräflichen Rechte in der Fläche über die Vogteiverfassung. Es sollen 30 Vogteibezirke gebildet worden sein. Der Vogt zog die Abgaben des Markgrafen ein und überwachte den Landfrieden. Ferner sprach der Vogt Recht über alle Angelegenheiten aus, die nicht vom Markgrafen beschieden werden mussten und die nicht von Dorf- oder Stadtschulzen behandelt werden konnten. Der Vogt überwachte die Dorf- und Stadtschulzen. Er wurde vom Markgrafen ernannt und ähnelte in seiner Funktion einem frühen Landratsamt. Die Vogteiverfassung zersetzte sich mit dem Machtverlust der Markgrafen zusehends. Exemtionen der Städte, geistlicher und weltlicher Grundherrschaften zerstörten die markgräfliche Gerichtsverfassung und entzog den Vogten die Aufgaben.

### Landschaften
Die Wittelsbacher reagierten mit der anhaltenden Aushöhlung der Landesherrschaft die mit dem Aussterben der Askanier erfolgt war und zahlreiche Kompetenzübertragungen von Landesherrlichen Rechte an Städte und Adel nach sich zog, mit der Schaffung einer neuen territorialen Gliederung. Diese fungierte als Mittelinstanz zwischen Vögten und Markgrafen und entwickelte sich in der Mitte des 14. Jahrhunderts. Während der Zeit der Wittelsbacher entstanden die Landreitereien (equitaturæ). Im Herbst 1373 wurde für Karl IV., Kaiser des Heiligen Römischen Reichs (1355–1378) die Landesbeschreibung der Mark Brandenburg angefertigt. Dort stand:

„Marchia Brandemburgensis est distincta in quator dominia sive provincias, quarum provinciarum una vocatur Nova Marchia Brandemburgensis, altera Antiqua Marchia Brandemburgensis, tercia Prignicz, quarta Ukara et quinta Marchia trans Oderam.“

Demnach bestand die Mark Brandenburg aus folgenden fünf Herrschaften oder Provinzen:
1. Neumark Brandenburg,
2. Altmark Brandenburg,
3. Prignitz,
4. Uckerland und
5. Mark über Oder.

Für jede Provinz wurden Städte, Burgen, Klöster und Stifte sowie der schlossgesessene Adel angegeben. Die reichsunmittelbaren Stellungen der Herrschaft Ruppin, der Hochstifte Brandenburg, Havelberg und Lebus wurden stillschweigend übergangen, teilweise zu erklären mit ihrer Einbindung als märkische Landstände.
An der Spitze der Landesteile befanden sich Landeshauptleute auch als Landvögte bezeichnet. Diese neuen Amtspersonen standen zwischen Vögten und Markgrafen. Neben der Sicherung des Landfriedens oblag es den Landvögten die Oberaufsicht über die landesherrlichen Burgen zu führen und im Notfall das Aufgebot des Markgrafen zu führen. Er war auch für die Rechtsprechung in seinem Bezirk zuständig. Die Landeshauptmänner erhielten weitreichende Finanzkompetenzen, die ihnen aber am Ende des 15. Jahrhunderts wieder entzogen wurden. Eine örtliche Mittelpunktsfunktion gab es nur in Tangermünde für die Altmark und Boitzenburg für die Uckermark. Ansonsten war die wichtigste Burg des Landesherren in einem Bezirk das Verwaltungszentrum des Bezirkes. Für die Mittelmark war dies Liebenwalde. Die Landeshauptmänner entstammten fast immer aus den wichtigsten schlossgesessenen Adelsfamilien der Mark. In der Altmark bekleideten Vertreter der Familien von Schulenburg und von Bartensleben das Amt des Landeshauptmanns. In der Mittelmark übernahmen Vertreter der Familie von Bredow diese Funktion. In der Prignitz dominierten die von Rohr und die Gänse zu Putlitz diese Funktion. In der Neumark herrschten vor allem die von Wedel und in der Uckermark waren es ab 1438 die von Arnim. So brachten sie von sich aus schon eine eigene Machtbasis und Ressourcen in das Amt ein. Durch die Einbindung der bedeutenden Adelsfamilien stabilisierte sich auch die Legitimität des Markgrafen. Allerdings vertraten die Amtsmänner nicht immer die Interessen im Sinne des Markgrafen, zum Beispiel bei Angelegenheiten, die sich gegen ihre eigenen Standesgenossen richteten.
Nur wenig später unterschied das Landbuch Kaiser Karls IV. von 1375 drei Hauptteile: die Mark über Elbe oder Altmark (Marchia transalbeana alio nomine antiqua Marchia), die Mittelmark (Marchia media) und die Mark über Oder (Marchia transoderana). Die Mittelmark bestand mit Land Lebus, Barnim, Zauche, Teltow, Havelland, Glien (Ländchen Löwenberg nicht erwähnt), Prignitz, Uckerland und Herrschaft Ruppin aus neun Territorien. Diese, die Altmark und die Mark über Oder wurden zumeist weiter untergliedert (Bezirke, Kreise). Die spätmittelalterlichen Schriftquellen verwendeten die Begriffe für die unterschiedlichen Verwaltungsebenen recht willkürlich, die gleichen Worte bezeichneten oft unterschiedliche Strukturen.

### Kreise
Die Landstände bildeten eigene Raumeinheiten aus. Die Kreise als Zusammenschluss von Menschen aller Stände in einem überörtlichen Gebiet waren zunächst nur Wahlbezirke für die Wahl zu den Ausschüssen der landständischen Versammlungen in der Mark Brandenburg. Die zu diesen Wahlen in den einzelnen Kreisen zusammentretenden Versammlungen der Kreisstände entwickelten sich erst langsam von Wahlverbänden zu ständischen Korporationen. Die Zusammenkünfte des Kreises wurden als Kreistage bezeichnet. Bereits während des Dreißigjährigen Krieges hatten die Kreisstände zahlreiche Verwaltungsaufgaben wie den Straßen- und Brückenbau an sich gezogen und überwachten die Verwendung der von den Landständen genehmigten Landessteuern. Die Kreise gerieten mit den landesherrlich etablierten Strukturen in Kollision. Aus diesem konfliktären Umfeld der sich widersprechenden Strukturen und Aufgabenhoheiten bedurfte es eines institutionellen Mittlers zwischen genossenschaftlichen und landesherrlichen Strukturen. Diese Rolle fiel dem neu geschaffenen Amt des Landrats zu.
Die Landesherren versuchten zur Stärkung ihrer eigenen Position die Verwaltung ihrer eigenen Ländereien und Einnahmen durch die Schaffung einer unmittelbar von ihnen abhängigen Verwaltungsorganisationen, den Amtsbezirken, zu organisieren. Diesen Amtsbezirken stand ein Amtmann vor. Der Amtmann vertrat ausschließlich landesherrliche Interessen. Dadurch nahm die Bedeutung der Kreise der Landstände ab. Kreise und Amtsbezirke deckten sich. Fortan bestimmte der Kurfürst einen Kreiskommissar und die Kreisstände wählten einen Kreisdirektor. Daraus wurde in Personalunion beide Ämter von einer Person vereinigt. Stände und Landesherr ernannten damit zugleich den Verantwortlichen für die Kreise. 1701 erfolgte die Einführung der Amtsbezeichnung Landrat für dieses Doppelamt.

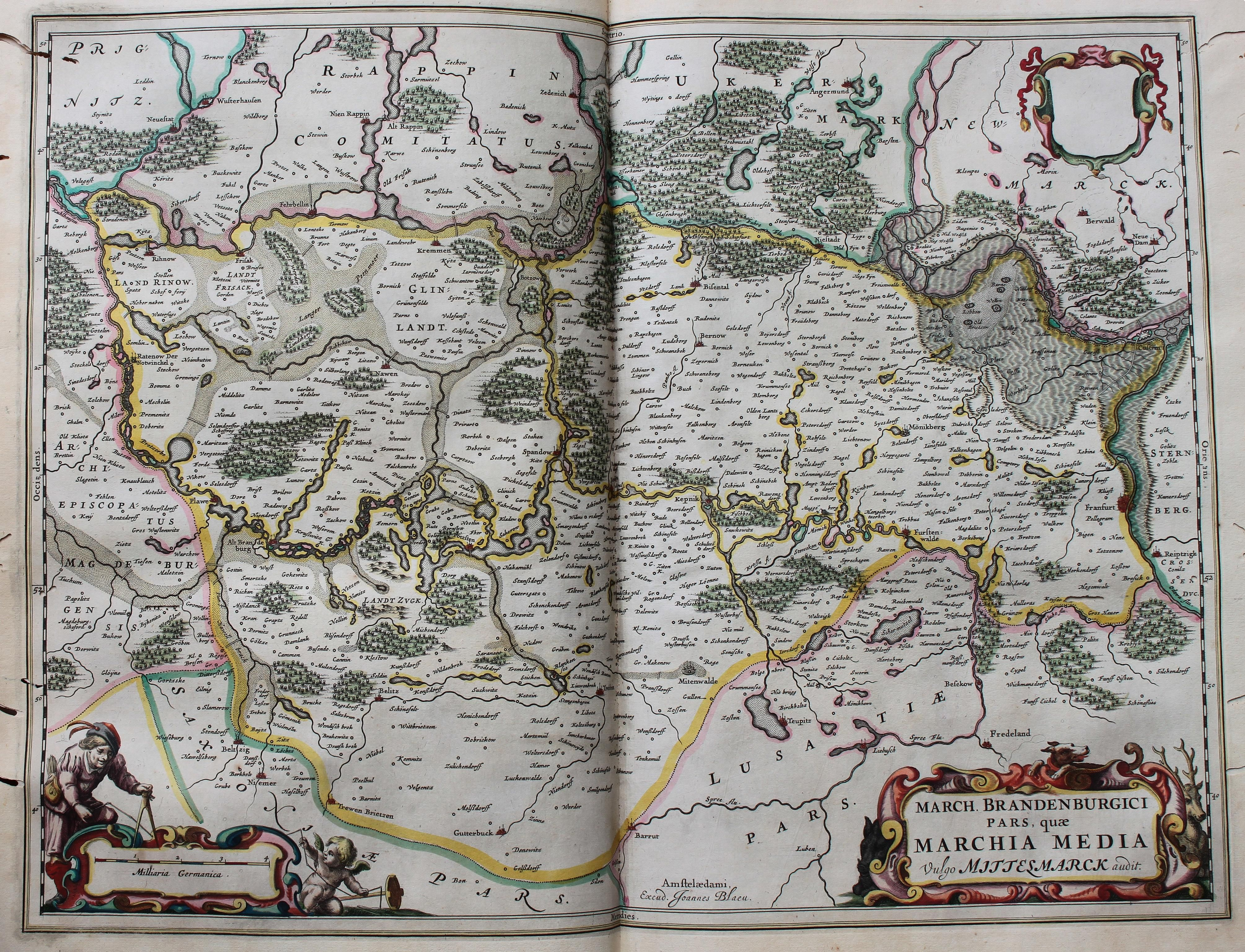
Der im Landbuch von 1375 weit gefasste Eigenname Mittelmark verengte sich später auf den zentralen Bereich, Joan Blaeu: El Atlas Universal y Cosmographico de los orbes y terrestre, Amsterdam 1659.

Zu Beginn des 19. Jahrhunderts bestand die Mark Brandenburg aus den Landesteilen Kurmark und Neumark. Jeder Landesteil war in Kreise unterteilt. Die Kurmark war darüber hinaus teilweise in Landschaften unterteilt, die mehrere Kreise zusammenfassten.
- Landesteil Kurmark[34]
  - Altmark
    - Stendalscher Kreis, Tangermündescher Kreis, Arneburgischer Kreis, Seehausenscher Kreis, Arendseeischer Kreis, Salzwedelscher Kreis

  - Prignitz
    - Perlebergischer Kreis, Pritzwalkischer Kreis, Wittstockischer Kreis, Kyritzischer Kreis, Havelbergischer Kreis, Plattenburgischer Kreis, Lenzenscher Kreis

  - Mittelmark
    - Havelländischer Kreis, Ruppinscher Kreis, Glien-Löwenbergischer Kreis, Oberbarnimischer Kreis, Niederbarnimischer Kreis, Teltowischer Kreis, Lebusischer Kreis, Zauchescher Kreis

  - Luckenwaldescher Kreis[35]
  - Beeskow-Storkowischer Kreis[36]
  - Uckermark
    - Uckermärkischer Kreis, Stolpirischer Kreis (Land zu Stolpe)
- Landesteil Neumark[37]
  - Ursprüngliche Kreise
    - Vorderkreise: Königsbergischer Kreis, Soldinischer Kreis, Landsbergischer Kreis
    - Hinterkreise: Friedebergischer Kreis, Arenswaldischer Kreis, Dramburgischer Kreis, Schievelbeinischer Kreis

  - Inkorporierte Kreise: Sternbergischer Kreis, Crossenscher Kreis, Züllichauischer Kreis, Cottbusischer Kreis

### Landgemeinden, Domänenämter und adelige Rittergüter
Während im Südwesten des Reiches durch den Aufbau einer Ämterverfassung die Territorialisierung des ländlichen Raumes auf der untersten territorialen Verwaltungsebene bereits im 14. und 15. Jahrhundert große Fortschritte gemacht hatte, vollzog sich ähnliches nicht in der Mark Brandenburg. Stattdessen bildeten sich auf der untersten lokalen Ebene genossenschaftlich verwaltete Strukturen aus mehreren Dörfern, geführt von „Heimbürgen“, die eigene örtliche Aufgaben in eigenen Angelegenheiten wahrnahmen, wie zum Beispiel die Flur-, Wasser- und Wegeordnung. Neben dem Staatswesen bildeten sich mehrere Siedlungen umfassende Raumeinheiten, sogenannte Landgemeinden. Die Landsgemeinden bildeten eine Grundform der kommunalen Selbstverwaltung.
Seit dem Landtagsrezess von 1653 waren auf der untersten territorialen Verwaltungsebene die Rittergutsbesitzer die bestimmenden Akteure, da sie die eine quasi-herrschaftliche Stellung auf ihren Gütern und den darauf befindlichen Dingen und dort lebenden Menschen im Austausch gegen umfangreiche Steuerbewilligungen vom Landesherren erhalten hatten. Der Einfluss der Landesherren war damit an der Grenze der Rittergüter zu Ende. Lediglich auf den Domänengütern, wo der Landesherr ebenso als Rittergutsbesitzer agierte, kam es zur Bildung von Verwaltungsämtern. Im Jahre 1770 beaufsichtigte die für die Verwaltung der Domänenämter zuständige Kurmärkische Kriegs- und Domänenkammer in Berlin 62 Domänenämter mit 228 Vorwerken. Die kurmärkischen Domänen umfassten 240.000 Morgen (960 km²) Nutzfläche und 1.057.000 Morgen (4.228 km²) Forsten. In der Regel umfasste ein Amt mehrere Dörfer, Vorwerke und Feldmarken. Außerdem gehörten gewerbliche Einrichtungen dazu wie zum Beispiel Brauereien, Brennereien, Mühlen, Ziegeleien, Glashütten. Die Amtmänner standen dem Domänenamt vor. Sie vertraten den Landesherren in ihrem Gebiet und nahmen umfassende Polizeilich und rechtliche Aufgaben in erster Instanz wahr.

### Kommunale Selbstverwaltung
Staatliche Verwaltung und Städteaufsicht bemühten sich zwischen 1680 und 1740 die städtischen Organe in die Regierungspraxis einzufügen. Gerichts-, Polizei- und Kämmereiwesen wurden neu organisiert. Militärgouverneure und Kommandanten übernahmen im Sicherheitsbereich Kompetenzen, die bis dahin zur städtischen Selbstverwaltung gehörten. Zudem mussten die Städte zunehmend für den Bau von Militäreinrichtungen aufkommen. Mit Verordnungen gegen Monopole (Kleinzünfte) griff der Landesstaat in die städtischen Wirtschaftsverhältnisse ein. Die seit 1667 eingeführte Verbrauchssteuer (Akzise) führte zu einer wirtschaftlichen Trennung zwischen Land und Stadt. Mit dieser Steuer gelang es den sie überwachenden Steuerkommissaren die Ratsautonomie zu begrenzen. Dennoch blieben den Städten ein hohes Maß an autonomen Handlungsspielraum übrig.

## Hofstaat und Landesherrliche Verwaltung
Genau wie in den aktuellen politischen Beziehungen, hing auch im Europa der Frühen Neuzeit die Stabilität eines Staatswesens von der vom Herrscher und den höfischen Institutionen ausgehenden Integrationskraft und Einbindung der weiteren bedeutenden politischen Akteure des Landes ab. Da, wo relevante Oppositionskräfte des Herrschers, in der Regel die Landstände bestehend aus Grundbesitzendem Adel und den oligarchisch regierenden Räten der Städte, nicht ausreichend durch zentralstaatliche Institutionen in ein Herrschaftssystem eingehegt und kontrolliert wurden, folgten anhaltende politische Krisen mit der Gefahr, das diese sich zu kriegerischen Konflikten ausweiteten. Dies geschah so beispielsweise in England und Schottland mit dem „Civil War“ von 1642 bis 1649, die auf eine zu geringe Bindungskraft der Stuart-Könige in England zurückzuführen war und das bedeutendste Muster für den frühneuzeitlichen Konflikt zwischen „Court“ und „Countrie“ in Europa wurde. Die brandenburgischen Markgrafen standen vor der Herausforderung, neben der Mark Brandenburg auch die Gewichte der Ständelandschaften in den anderen Landesteilen auszutarieren. Dazu musste der Hohenzollernstaat als Konglomerat zusammengesetzter Monarchien eine zusätzliche politische Metaebene entwickeln, die institutionell den gesamten Territorialbestand umfasste, vertrat und den definierten Machtanspruch auch vor Ort umsetzte. Dabei mussten die brandenburgischen Landesherrscher des 16., 17. und 18. Jahrhunderts auf das regionale Eigenbewusstsein Rücksicht nehmen und die strukturell bedingte Unzufriedenheit des peripheren Adels beachten und dafür Sorge tragen, dass diese die eigene Herrschaft nicht gefährden konnten.

### Residenz, Statthalter, Kanzler

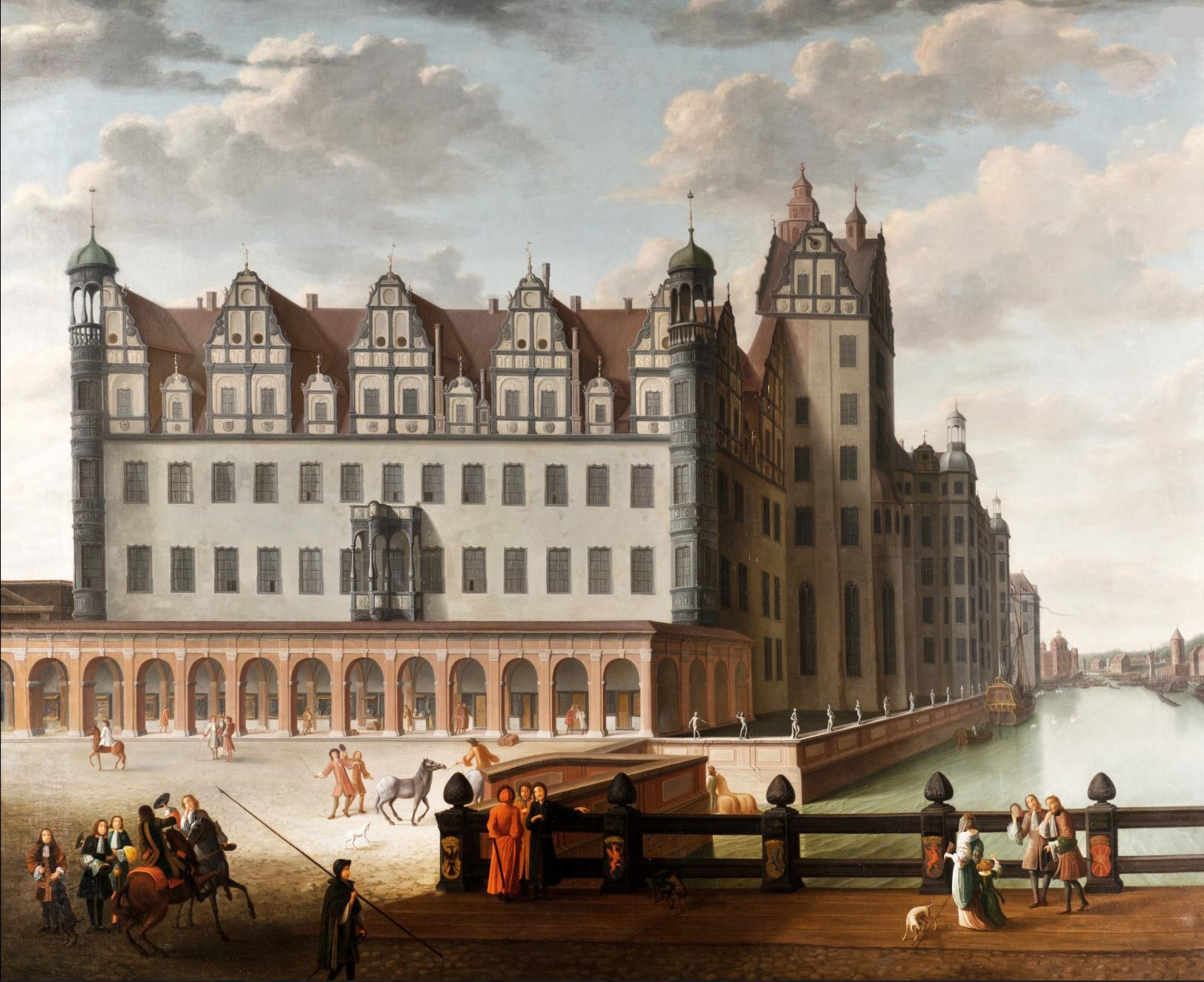
Berliner Schloss um 1690 von der Langen Brücke gesehen

Im 12., 13. und 14. Jahrhundert handelte es sich bei dem Territorialgebilde um einen Personenverbandsstaat aus Lehnsmännern die über ein Treue- und Gefolgschaftsverhältnis zueinander in Beziehung standen. Diese Herrschaftsform stellte die Vorstufe eines nach heutigen Verständnis auf Institutionen basierenden Staatswesen dar. Der Grad der zentralen Herrschaftsdurchdringung in den Raum war gering.
Ab dem Spätmittelalter setzte in Mitteleuropa eine stetig zunehmende Bürokratisierung der Landesherrschaft ein, mit dem Ziel die zentrale Fürstenmacht auf den gesamten Territorialkomplex auszudehnen, bis dahin autonom agierende Akteure wie einzelne Kommunen oder Adelige in den Institutionenapparat einzuhegen und zu durchdringen. Wesentliches Mittel für die Etablierung fürstlicher Herrschaft wurde die Verwaltung. Diese bestand aus spezialisierten Personengruppen, die den Markgrafen in der Entscheidungsfindung, Ausführung und Durchsetzung seiner politischen Handlungen unterstützten. Die Vielzahl der markgräflichen Aufgaben und Rechtskompetenzen und die große flächenmäßige Ausdehnung der Mark erforderten die Schaffung einer Regionalverwaltung und einer sachlich spezialisierten Zentralverwaltung. Regionale Verwaltung vollzog sich fortan über die Landvögte, sachliche Verwaltung über die Schaffung von Hofbehörden und -ämtern wie eine Hofkanzlei, das Sekretäriatsbüro eines Monarchen oder gesonderten Ämtern für die Wahrnehmung von Regalien oder der Rechnungslegung. Solche Einrichtungen sind noch in einem persönlichen Bezug zur Person des Markgrafen zu sehen, ähnlich wie bei einer Assistenzstelle und als solche noch nicht Teil eines öffentlich-rechtlichen Behördenwesens. So gesehen ist die Bildung eines Hofstaats um den Markgrafen im 14. Jahrhundert nur der Anfang des Prozesses der Bildung von überpersonalen Herrschaftsmerkmalen gewesen. Die eigentliche Institutionalisierung der Verwaltung begann erst im 15. Jahrhundert.
Wichtige spätmittelalterliche Landesämter waren:
- Die kurfürstliche Kanzlei bildete die schriftliche Herrschaftsgrundlage der Markgrafen. Dort wurden die Urkunden und Erlasse des Kurfürsten ausgestellt. Zum Betrieb so einer Einrichtung bedurfte es besonderer Fähigkeiten der in der Kanzlei tätigen Personen. Vor allem geistliche oder Inhaber geistlicher Pfründen brachten diese notwendigen Kompetenzen mit und stellten das Kanzleipersonal. Da es anfangs keine feste Residenz gab, war sie dort zu finden, wo der Kurfürst war. Unter den Wittelsbachern war der wahrscheinlichste Ort der Kanzlei Spandau.[44]
- der märkische Rat bestand aus einem engeren und einen weiteren Kreis. Der engere Rat begleitete den Markgrafen ständig und standen ihm bei Entscheidungen zur Seite. Es handelte sich um keine behördliche Institution, sondern einen losen Personenverbund. im großen Rat befanden sich Vertreter der brandenburgischen Geistlichkeit, Mitglieder bedeutender Adelsfamilien sowie die Amtsträger am Hof und in der Territorialverwaltung. Diese traten vor allem bei bedeutsamen gesamtmärkischen Angelegenheiten zusammen. Durch die Inklusion verschiedener bedeutsamer Akteure in den Entscheidungsprozess erreichten die Markgrafen eine Konsensuale getragene Herrschaft.[45]
- Der brandenburgische Hof entwickelte sich in seinen Grundzügen identisch zu den anderen deutschen Fürstenhöfen. Zunächst entwickelte sich die klassische Viergliederung der Ämter in Truchsess, Kämmerer, Mundschenk und Marschall. Ab dem 14. Jahrhundert trat der Hofmeister dazu. Der Hof vertrat mehr repräsentative denn administrative Aufgaben und besaß ein privat-persönliches Gepräge. Weitere Ämter wurden nach und nach geschaffen, wie zum Beispiel der Kammermeister, der Küchenmeister.[46]

Doch dem landesfürstlichen Anspruch auf verwaltungsmäßige Durchdringung waren aufgrund der naturräumlichen Durchdringung Grenzen gesetzt. Die zunächst numerisch kleine Zahl der Amtsträger in unmittelbarer Nähe des Kurfürsten und brandenburgischen Markgrafen erweiterte sich im 16. und 17. Jahrhundert sukzessive sowohl personell, institutionell als auch thematisch durch Übernahme neuer bis dahin ungeregelter Aufgaben- beziehungsweise Policyfelder in den behördlichen Staatsapparat.
Das Cöllner Residenzschloss oder auch „Berliner Stadtschloss“, diente seit 1451 als Hof der Hohenzollernkurfürsten und war damit Haupt- und Winterresidenz des gesamten Hohenzollernstaats, aber auch der Mark Brandenburg. Regierungshandeln vollzog sich seitdem vor allem von dort aus. Allerdings setzten die Markgrafen und Kurfürsten ihre Reiseherrschaft weiterhin fort, und die persönliche Anwesenheit des Fürsten vor Ort blieb Grundlage für die Aufrechterhaltung des Hoheitsanspruchs über Land und Leute. Dazu unternahmen alle Herrscher regelmäßige Inspektions- und Vergnügungsreisen an ihre weiteren Nebenfürstensitze wie Jagdhäuser oder Landesfestungen, von denen sie Herrschaft ausübten. Zum Zweck der Herrschaftsausdehnung errichteten die Kurfürsten seit dem 16. Jahrhundert vor allem in der Nahumgebung um Berlin gezielt Stützpunkte fürstlicher Souveränität in Form von Schlössern. Das durch den Großen Kurfürsten angelegte Residenzdreieck Potsdam-Köpenick-Oranienburg legte das Koordinatensystem fest, mit der die zukünftigen Kurfürsten und Könige den planmäßigen Ausbau der Berliner Residenzlandschaft, als Mittelpunkt der Mark Brandenburg und des gesamten Herrschaftsgebiets der Hohenzollern vorantrieben.
Die persönliche Anwesenheit des Kurfürsten insbesondere in den entfernteren Regionen der Mark, wie der Altmark, der Prignitz, der Neumark war deutlich seltener als in der Umgebung Berlins. Die einmal errichtete Anerkennung der Herrschaft blieb vor Ort zeitliche Episode. Die flächenmäßig weit auseinander liegenden, verkehrstechnisch nur sehr mühselig zu erreichenden brandenburgischen Teillandschaften fielen deshalb, sobald der Kurfürst sein Hoflager wieder abgebrochen hatte, in ihr von den lokalen Adelsfamilien bestimmtes Eigenleben zurück.
Es fand mit Johann Cicero ein allmählicher Übergang der Trennung von Herrschaft und Verwaltung statt. Beispielhaft, in dem das kurfürstliche Archiv permanent im Berliner Schloss verblieb und ortsfest wurde. Alle Verwaltungsinstitutionen, Gerichte und Kollegien konzentrierten sich fortan in der Hauptresidenz, so wurde 1470 das kurfürstliche Kammergericht und das Hofgericht ebenso in die Nähe des Schlosses konzentriert. Weitere darin angesiedelte Verwaltungsorgane waren die Kanzlei, die Lehnskanzlei, die Ratstube, die Rentei oder Konsistorium. Die Cöllner Residenz hatte fortan eine verfassungsstabilisierende Kraft, da lokaler und regionaler Adel an das Fürstenhaus gebunden wurde und sporadisch oder dauerhaft in der Berliner Residenz präsent waren. Es fanden im 16. Jahrhundert im Schloss auch Sitzungen des ständischen Landtages statt. Darüber hinaus verfügte die Hauptresidenz über weitere sichtbare bauliche Zeichen fürstlicher Macht wie zum Beispiel fürstliche Wohnstätten, eine Stiftskirche, Repräsentationsareale wie Säle für Zusammenkünfte und Feste aber auch Communes für die Versorgung des Hofes, Gärten, Menagerien, Gerichts- und Turnierplätze, Bäder.
Da eine Gewaltenteilung oder geschriebene Verfassung erst im 19. Jahrhundert eingeführt erfolgten im Spätmittelalter und danach politische Verschränkungen und Machtbegrenzungen des Landesherren durch die Ständeordnung. In Brandenburg geriet dieses Machtbalancesystem stärker als in anderen Reichsterritorien durch die zentrale Fürstenherrschaft unter Druck und wurde im 18. Jahrhundert zugunsten der Königsherrschaft fast völlig ausgehebelt.
Im frühneuzeitlichen brandenburgischen Staatswesen waren die Edikte des Kurfürsten die Gesetze. An dieser uneingeschränkten Machtstellung der Landesherrscher machte sich zunehmend Kritik breit. Die Aufklärung, das Aufkommen einer öffentlichen Meinung, getragen durch Literarische Salons, den stark zugenommenen periodischen Publikationen und einem gewachsenen Bildungsbürgertum ab 1750 leiten die Modifikation des aufgeklärten Absolutismus ein, zu dessen wichtigster Vertreter in Brandenburg der publizierende Friedrich II. gehört, der noch vor seiner Thronbesteigung in seinem Anti-Machiavell (1740) für sich das politische Programm des gegen despotische Fürstenwillkür gerichteten, vernunftgeleiteten Herrschers entwirft, in dem er selbst sich als ersten Diener seines Staates sieht und der sich am Gemeinwohl und nicht am Eigennutz seiner Dynastie orientiert.
Das höchste Amt des kurfürstlichen Hofstaats mit Zentrum in Berlin-Cölln war das des Oberkammerherrn. Im Bereich von Regierung und Verwaltung standen die „Wirklichen Geheimen Räte“ an der Spitze. Dann folgten die Kanzler. Dazwischen schob sich aber im 17. Jahrhundert zunehmend das Amt des Statthalters, das bei Abwesenheit des Kurfürsten zum Beispiel bei Reisen oder Kriegszügen dessen Befugnisse auf die Mark Brandenburg im engeren Sinn übertragen bekam. Unterhalb des den Kurfürsten selbst vertretenden Statthalters bildete nun in der Regierung das Kanzleramt die nachfolgend höchste Ebene. Später wurde das Amt als Oberpräsident des Geheimen Rates bezeichnet.
(Auswahl)
- Friedrich Sesselmann, 1445–1480
- Sigmund Zerer, 1480–1509
- Sebastian Stublinger, 1509–1529
- Wolfgang Kettwig, 1529–1540
- Johann Weinlob (Weinlöb), 1541–1558
- Lampert Distelmeyer, 1558–1588
- Christian Distelmeyer, 1588–1598
- Johann von Loeben, 1598–1609

### Zentralstaatliche Behörden
Die Hohenzollerfürsten verstanden sich nicht nur als brandenburgische Markgrafen, sondern auch als Territorialherren weiterer Ländereien. Sie versuchten diese kaum zusammenhängenden Konglomerate zu einem Gesamtstaat zu verschmelzen und schufen hierfür neue Behörden, deren Zentralen in Berlin lagen.
Um die Entscheidungsprozesse auf der höchsten Ebene zu konzentrieren, wurde im Dezember der Geheime Rat der Mark Brandenburg als neunköpfiges zentrales Beratungsorgan des Kurfürsten von diesem gegründet. Es löste die bis dahin regierende Kammerregierung ab. Den Vorsitz des Rates hatte der Kanzler, der die anderen Geheimen Räte unterrichtete. 1651 erhielt der Rat einen 19 Departements oder Abteilungen umfassenden Behördenunterbau. Im Unterschied zum später mobilen Geheimen Rat, dem der brandenburgische Kurfürst und preußische König angehörte, tagte der Geheime Rat um 1700 auch ohne den Kurfürsten dienstags und samstags auf der „Ratstube“ im Cöllner Residenzschloss nahe der Behördensitze, so dass der Informationsfluss gewährleistet blieb. Die Besprechungen wurden protokolliert und dem Kurfürsten zugesandt. Die Mitglieder des mobilen Geheimen Rats begleiteten den Kurfürsten auf seinen Reisen.
Zu den ersten gesamtstaatlichen Behörden Brandenburg-Preußens gehörte das 1660 vom Großen Kurfürsten eingerichtete Generalkriegskommissariat als Zentralinstanz für die Verwaltung der neuen Steuern (Akzise, direkte Grundsteuer bzw. Kontributionen auf dem Land). Der neuen Behörde wurden Provinzialkommissariate in den einzelnen Landesteilen zugeordnet. Neben dem Eintreiben der Steuern oblag der Behörde auch die Finanzierung und Ausrüstung der Armee. 1674 wurde mit der Generalkriegskasse eine dem Generalkriegskommissariat zugeordnete Finanzbehörde eingerichtet, die alle Einnahmen, ausländische Subsidien und einheimische Steuern verwaltete. Die Gründung der Behörde stellte einen weiteren Schritt zur Zentralisierung der Fürstenmacht dar. Sowohl den Ständen als auch den Städten wurden zunehmend die Steuerhoheit genommen und auf zentrale, direkt dem Kurfürsten unterstellte Behörden übertragen.
1689 wurde die Geheime Hofkammer gegründet, um die nicht-steuerlichen Einkünfte zu verwalten. Die von Dodo von Knyphausen gegründete Behörde, die für die kurfürstliche Domänenverwaltung zuständig war und der 1696 eine Zentralkasse, die Hofrentei zugeordnet wurde, bedeutete für den seit 1604 bestehenden Geheimen Rat einen zunehmenden Bedeutungsverlust.
Die Kammergerichte waren in der Verwaltung dem Geheimen Rat nachgeordnet. 1697 folgte nach Sturz des Oberpräsidenten Eberhard von Danckelmann die Gründung des „Wirklichen Geheimen Kriegsrats“ durch Kurfürst Friedrich III. Auch dieser Rat tagte zweimal wöchentlich, in der Regel dienstags und samstags. Seit 1697 wurden hier und nicht mehr im Geheimen Rat die Staatsgeschicke des gesamten Hohenzollernstaats gelenkt. Dem Gremium gehörten neben dem Kurfürsten/König etwa vier bis fünf Personen an. Der Geheime Rat verlor an Wirkungskraft, blieb aber als zentrales Organ des Gesamthohenzollernstaats erhalten.
1713 wurde das Generalfinanzdirektorium gegründet, das neben dem Generalkriegskommissariat (seit 1660) die höchste preußische Finanzbehörde wurde und die seit 1689 bestehende Geheime Hofkammer auflöste. Sie war gemeinsam mit den Amtskammern in den Provinzen für die Bewirtschaftung der Domänen zuständig.
Das General-Ober-Finanz-Kriegs- und Domainen-Direktorium wurde als Landesübergreifende Behörde 1723 gegründet durch Zusammenlegung des 1713 gegründeten Generalfinanzdirektoriums und des seit 1660 bestehenden Generalkriegskommissariats und umfasste wichtige Befugnisse der Innen- und Finanzverwaltung. Dadurch wurden die Kompetenzen des Geheimen Rates weiter eingeschränkt. Für den Geheimrat blieb nur die Kirch- und Schulverwaltung.

## Landesfinanzen
Im 16. Jahrhundert stieg der Finanzbedarf der Territorien im Reich stark an. Die Fürsten ließen sich Residenzen errichten und begannen eine auf Repräsentation ausgerichtete Hofhaltung zu führen. Weitere Aufgabenfelder wie der Ausbau der Verwaltung und einer stehenden Armee kamen hinzu. Die Steuereinnahmen reichten hierfür in Brandenburg nicht aus, sodass sich die brandenburgischen Kurfürsten des 16. Jahrhunderts in einer chronischen Verschuldungsspirale befanden. Größter Kreditgeber des Kurfürsten war der Landadel.
Um der Verschuldung Herr zu werden, ohne dabei den Staatsbildungsprozess zu gefährden, suchten die Kurfürsten nach neuen Einnahmemöglichkeiten. Bis dahin waren die Vergabe von Sonderrechte bei der Zollerhebung (Regalien), der Münzprägung und die Einnahmen aus den Erträgen des landesherrlichen Grundbesitzes (Domänen) die größten Einnahmeposten. Diese Mittel waren schon im Mittelalter unzureichend, so dass sich die Stände bereit erklärten, außerordentliche Zuschüsse (Beden), später ständige Steuern zu gewähren. In Brandenburg waren direkte Abgaben auf den Grund- und Hausbesitz zu entrichten. Indirekte Steuern auf Binnenhandel und Konsum setzten sich ab dem Spätmittelalter durch. 1472 wurde die Bierziese erst zeitweilig, dann ab 1513 dauerhaft auf jedes in der Stadt verkaufte Fass Bier bewilligt. Im 17. Jahrhundert wurde dann die Akzise in Brandenburg aber auch anderswo eingeführt. Nachdem der letzte Landtag 1653 Steuern für lediglich sechs Jahre gewährt hatte, rief der Kurfürst keine vollständigen Landtage mehr ein und nahm die Umgestaltung des unergiebigen Steuersystems, unterstützt von den Stadtbürgern in die eigenen Hände. Mit dem Landesgesetz von 1667 nahm die Steuerreform umfassendere Dimensionen an. Die Einführung einer indirekten Besteuerung verlief selten ohne Widerstand und die letzten Besteuerngselemente wurden erst mit den anschließenden Akziseordnungen von 1680 bis 1684 festgelegt. Auf dem Land wurden weiterhin die direkten Steuern (Kontributionen) erhoben. Eine Akzisemauer umgab fortan die Städte und an festgelegten Ein- und Austrittpunkten wurde der Warenverkehr erfasst. Die Stände hatten damit keine wirksamen Steuerbewilligungsbefugnisse mehr und wurden aus der politischen Entscheidungsfindung getrennt. Die folgenden Könige entwickelten das Steuersystem stetig weiter. Mit steigenden Bevölkerungszahlen und der Erholung der Wirtschaft stiegen die Staatseinnahmen weiter an, so dass die Verschuldung abgebaut werden konnte und sogar ein Staatsschatz angelegt werden.

## Rechtssystem

Deckblatt der Kammergerichtsordnung der Mark brandenburg von 1540

Das Kammergericht befand sich seit 1735 zusammen mit dem Oberappellationsgericht und dem Ravensburger Tribunal im Kollegienhaus in der Lindenstraße, Friedrichswerder, (derzeit Jüdisches Museum)

Mit der Goldenen Bulle von 1356 erhielten die Kurfürsten das Recht, für ihre Untertanen eigene höchstgerichtliche Instanzen zu unterhalten. In der Mark Brandenburg wurde in dieser Funktion ab der zweiten Hälfte des 15. Jahrhunderts das Kammergericht geschaffen, das 1468 Ersterwähnt wurde. Das Gericht stand in enger Verbindung zum kurfürstlichen Hof. Markgraf „Eisenzahn“ bestellte 1475 Hermann Molre aus Gardelegen zum „Procurator fisci“ (Staatsanwalt) für seine ganze Herrschaft. Der Gerichtshof setzte sich aus Vertretern des Fürsten und der Stände zusammen, worin bereits die spätere Aufteilung in Herren- und Gelehrtenbank erkennbar wurde. Sie sollte bis 1748 Bestand haben. In der ersten Hälfte des 16. Jahrhunderts wurde das Kammergericht zum obersten Gerichtshof des Kurfürstentums ausgebaut. Das Römische Recht wurde in Brandenburg rezipiert und zur Grundlage des Landrechtes. Die Bemühungen um eine Gerichtsordnung für das Kammergericht gipfelten in der 1540 im Druck erschienenen „Reformation Churfürstlicher gnaden zu Brandenburg Cammergerichts zu Cöln an der Sprew“.
Die Gerichtsordnung etablierte das Kammergericht als ständig tagende Einrichtung im Cöllner Schloss. Außerdem waren nun grundsätzlich alle Verhandlungen schriftgebunden zu führen, Klagen als Schriftsätze einzureichen und Urteile schriftlich auszufertigen. Die Prozessparteien mussten so nicht mehr aus der Provinz in die Residenzstadt reisen, um eine Entscheidung herbeizuführen. Als Rechtsmittel wurde die Bittschrift (Supplikation) an den Landesherren etabliert. Im späten 16. und fast das gesamte 17. Jahrhundert über stagnierte die Entwicklung des Kammergerichts. Die Langsamkeit der Prozessführung war berüchtigt. Zudem kam es zu einer Erbteilung in der Mark die den Zuständigkeitsbereich des Gerichts territorial einschränkte. Dabei schuf Markgraf Johann von Brandenburg-Küstrin in der Neumark ein separates Obergericht, das die Exemtion von der Reichsgerichtsbarkeit erhielt. Eine eigene Gerichtsordnung wurde mit Zustimmung der neumärkischen Landstände am 26. September 1553 erlassen. Das Küstriner Gericht blieb auch über den Tod des Markgrafen Johann im Jahre 1571 hinaus bestehen und ging später in der neumärkischen Regierung auf.
Großkanzler Samuel von Cocceji, zwischen 1722 und 1738 Kammergerichtspräsident bemühte sich im Zuge seiner umfassenden Reform das Justizwesens und auch, das Kammergericht neu zu ordnen. Es ging ihm vor allem um eine Zentralisierung der märkischen Obergerichte unter seiner Leitung, die innere Reorganisation des Gerichts und die Beschleunigung der Gerichtsarbeit. Das zuvor das zuvor selbständige Kriegs-, Hof- und Kriminalgericht ging in das Kammergericht auf. 1748 wurde die Aufteilung in eine Herren- und Gelehrtenbank aufgehoben und das Kammergericht wurde zur ersten Instanz für Konsistorialprozesse. Damit erhielt es Zuständigkeiten zurück, die es bis 1573 schon einmal besessen hatte.
Im Rechtsbereich standen im 18. Jahrhundert mehrere Gerichte nebeneinander. In Berlin gab es die landesherrliche Hofgericht, das französische Gericht, das Militärgericht, Gerichte der Neustädte, adlige und kirchliche Gerichtsbezirke, Burglehen und Freihäuser als gerichtliche Sonderbezirke. Die Zuständigkeiten waren entsprechen unklar, wodurch Prozesse verschleppt wurden.